# پروانه‌نگری
پروانه‌نگری یا تماشای پروانه (به انگلیسی: Butterfly watching) یک سرگرمی است که با دیدن و مطالعه پروانه‌ها سروکار دارد. همچنین شامل «گرفتن و رها کردن» پروانه‌ها می‌شود. باشگاه‌ها، کتاب‌های راهنما، چک‌لیست‌ها و جشنواره‌هایی وجود دارد که به این فعالیت اختصاص داده شده‌اند.
شمارش سالانه پروانه‌ها در روز کانادا و چهارم ژوئیه، سرشماری گونه‌ها توسط تماشاگران پروانه‌ها در سراسر آمریکای شمالی، نمونه‌ای از دانشوری شهروندی است.